# Molophilus karaka
Molophilus karaka är en tvåvingeart som beskrevs av Günther Theischinger 1992. Molophilus karaka ingår i släktet Molophilus och familjen småharkrankar. Inga underarter finns listade i Catalogue of Life.